# Racing Club (Argentine, féminines)
Pour les articles homonymes, voir Racing Club.
Maillots
Actualités
La section féminine du Racing Club est un club féminin de football argentin basé à Avellaneda.

## Histoire
Le Racing obtient sa promotion en Primera División en 2018 en battant le Real Pilar (2-0, 0-1).
En 2022, le Racing termine troisième et s'incruste parmi les quatre meilleures équipes du championnat, alors que le haut du classement était occupé depuis neuf ans par les quatre poids lourds du pays, Boca Juniors, River Plate, l'UAI Urquiza et San Lorenzo.
Le Racing est éliminé en demi-finales de la Copa Federal 2024 aux tirs au but par Boca Juniors.

## Rivalités
Le Racing dispute le clásico d'Avellaneda face à l'Independiente.